# Иоанн VIII Палеолог
Иоа́нн VIII Палеоло́г (греч. Ἰωάννης Η' Παλαιολόγος; 18 декабря 1392, Константинополь — 31 октября 1448, Константинополь) — византийский император с 1425 года по 1448 год.

## Биография
Иоанн был старшим сыном Мануила II и Елены Драгаш. С 1421 года был соправителем отца, а 21 июля 1425 после его смерти стал единоличным правителем.
При Иоанне в 1428—1432 году практически вся Морея возвратилась под власть ромеев. Только четыре города: Аргос, Навплий, Корон и Модон оставались под властью венецианцев, однако в 1430 году турки-османы окончательно завладели Фессалониками, а в 1431 году деспот Эпира Карло II Токко признал себя вассалом Османской империи. Но гораздо больше известности Иоанн приобрёл тем, что его усилиями и стараниями был доведён процесс соединения западной и восточных церквей. Император понимал, что без унии с католиками Византийская империя не получит помощи с запада и будет неминуемо завоёвана османскими турками, чьи владения после договора 1424 года продвинулись к самим предместьям Константинополя.
В 1437 году вместе с Константинопольским патриархом и представительной делегацией православных архиереев Иоанн отправился в Италию и провёл там более двух лет безвыездно, сначала в Ферраре, а потом на Вселенском соборе во Флоренции, в это время, в Константинополе, как регент, правил его брат Константин XI. По инициативе императора делегацию православных в спорах с католиками возглавил Марк Эфесский, возведённый по указанию Иоанна незадолго до отъезда из Константинополя в сан митрополита. Не раз на этих заседаниях обе стороны заходили в тупик и готовы были разъехаться. Но император запретил своим епископам покидать собор до принятия компромиссного решения. В конце концов, православные делегаты были вынуждены уступить католикам почти по всем принципиальным вопросам.
Подписанная 5 июля 1439 года уния была если не полной, то значительной победой католиков. Но ожидаемого облегчения эта уступка не принесла. Другие православные церкви, в первую очередь русская, отказались принять унию. А в самой империи уния породила раскол и смуту. Возвращение византийской делегации в Константинополь произошло 1 февраля третьего индикта, в понедельник масленицы. Духовенство церкви святой Софии не хотело сослужить с теми, кто подписал орос собора, также и народ почти не посещал их службы. За службой в кафедральном соборе Константинополя (церкви святой Софии) орос собора прочитан не был. Константинопольское духовенство прекратило поминовение императора за богослужением, народ не хотел посещать службы тех, кто впал в латинство. По прошествии трех месяцев император по необходимости пожелал, чтобы был поставлен новый патриарх. Тогда митрополит Ираклийский принес собравшемуся синоду публичное покаяние за подписание ороса и вопреки многим уговорам отказался от патриаршества по причине одобрения членами синода унии. Другой кандидат, митрополит Трапезундский, также отказался от патриаршества по причине многого волнения в Церкви и порицания им унии. В итоге 4 мая на патриарший престол был избран митрополит Кизический Митрофан, одобрявший унию. Избрание происходило по жребию между митрополитами Трапезундским и Кизическим, некоторые утверждают, что на обоих жребиях было указание на митрополита Кизического. Святитель Марк Эфесский и митрополит Ираклийский отказались сослужить с новым патриархом на Пятидесятницу, в этот же день они тайно покинули Константинополь.
Между тем армия западных крестоносцев, выступившая в поход по призыву римского папы, потерпела в 1444 году под Варной тяжёлое поражение от турок. Через четыре года после этого пришло известие о катастрофическом разгроме объединённых войск христиан в битве на Косовом поле. Иоанну стало совершенно очевидно, что следующая на очереди — ромейская держава. Но сам Иоанн не дожил до того момента — он умер 31 октября 1448 года. После бездетной смерти императора престол занял его брат Константин.

## Браки
- Первым браком до 1417 года был женат на русской княжне Анне Васильевне (1393—1417), дочери великого князя Владимирского и Московского Василия I. Далее 8 лет в безбрачии.
- Вторым браком был женат на Софии Монферратской (ум. 1431).
- Третьим браком женат на Марии Трапезундской (ум. 1439).

Несмотря на три брака, Иоанн остался бездетным. Трон унаследовал его брат Константин XI Палеолог.

## Галерея

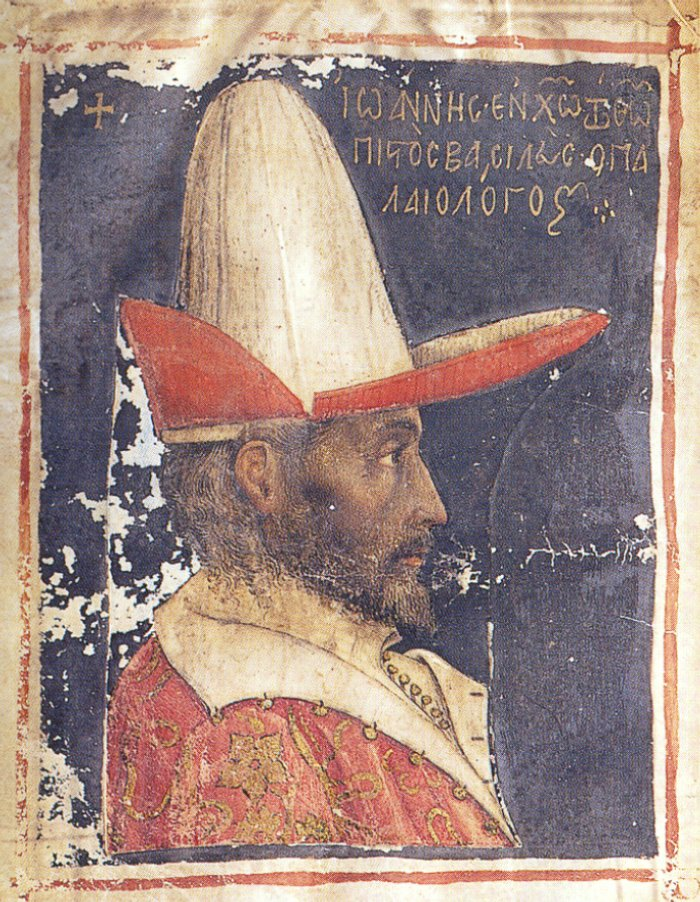
Портрет Иоанна VIII Палеолога из рукописи в монастыре св. Екатерины, около 1440 г.
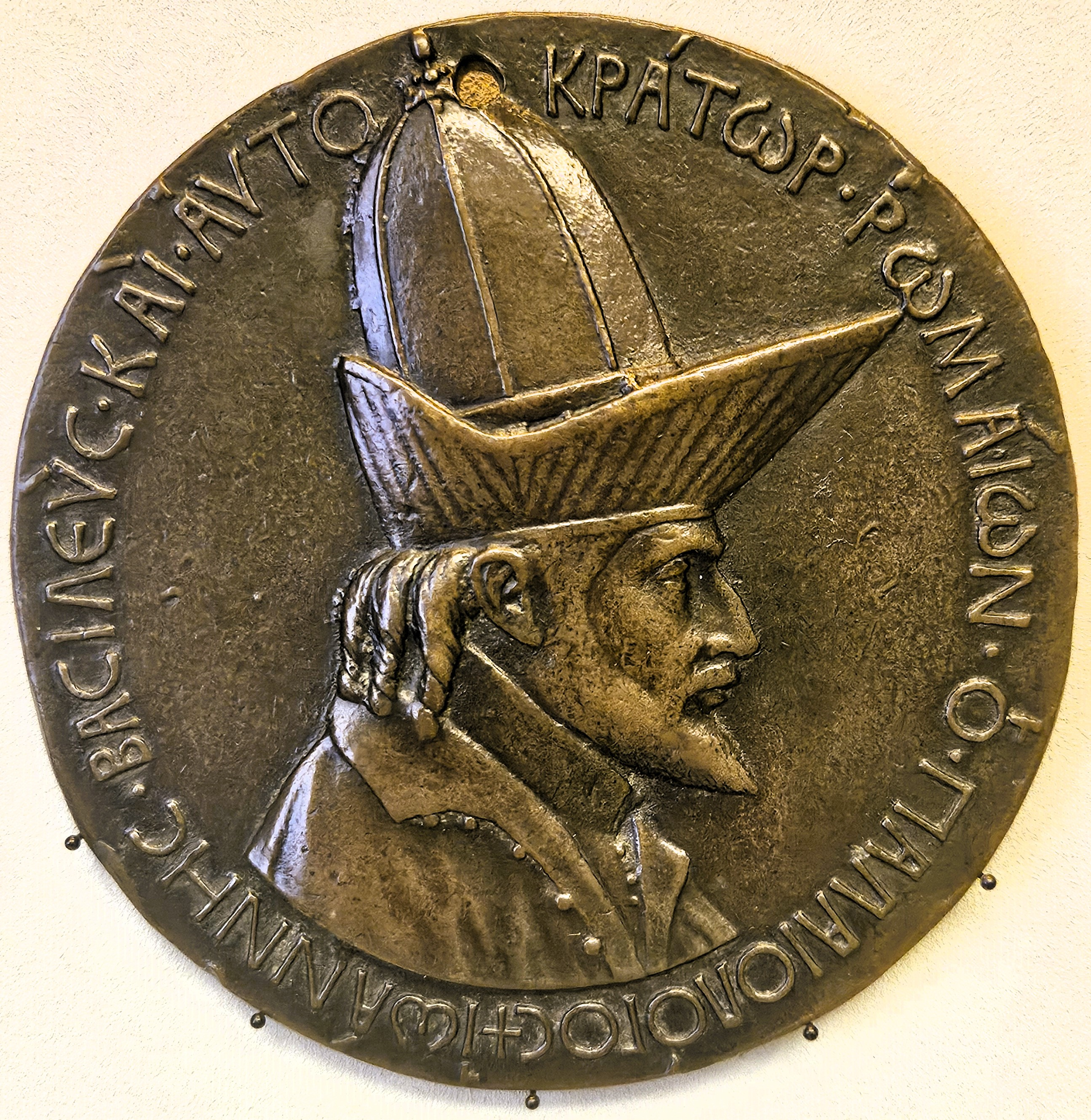
Медаль с портретом Иоанна, сделанная Пизанелло во время его приезда на Ферраро-Флорентийский собор в 1438 году. Легенда гласит по-гречески: «Иоанн Палеолог, василевс и автократор римлян»
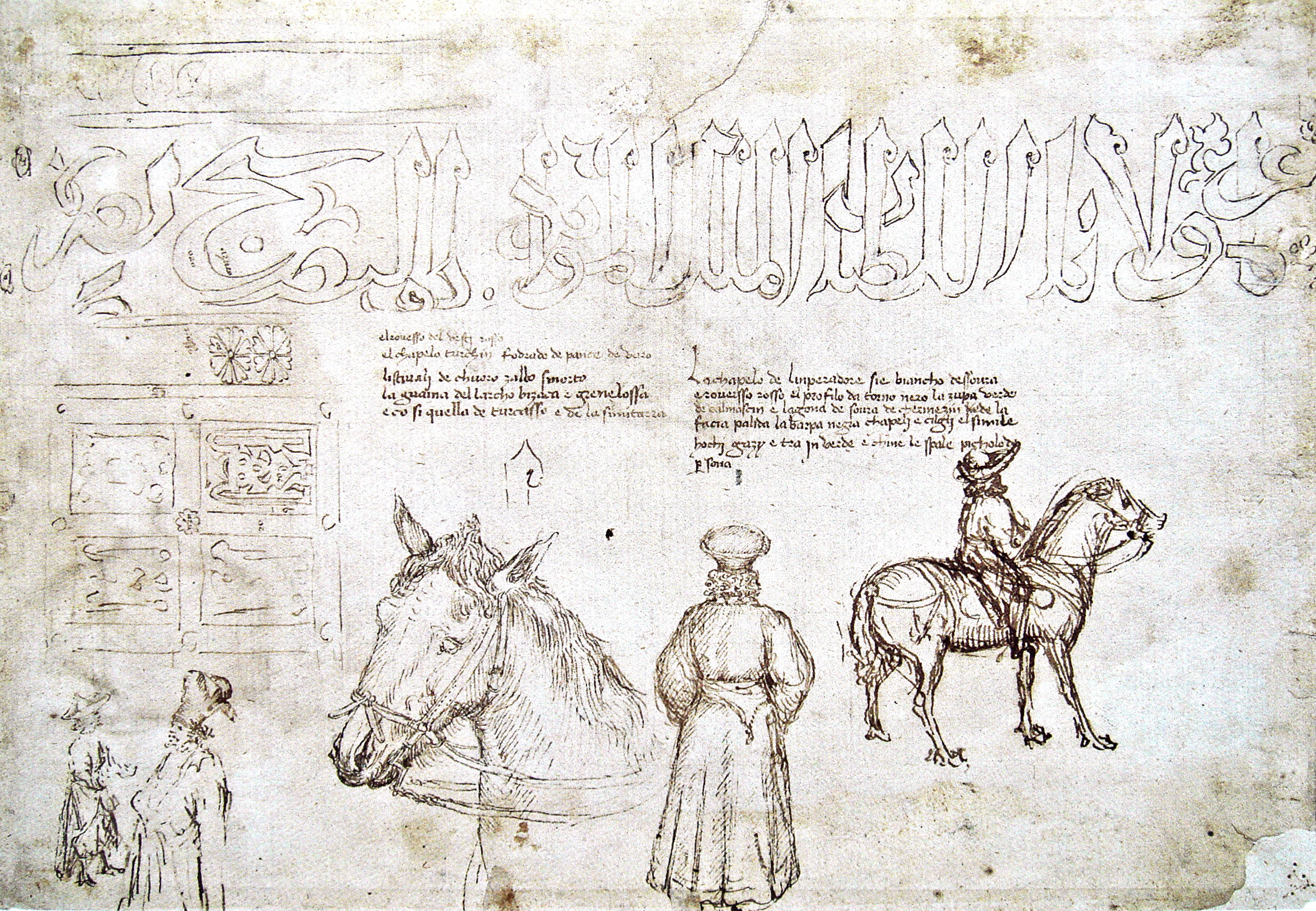
Эскизы Иоанна VIII Палеолога, выполненные Пизанелло во время пребывания императора во Флоренции
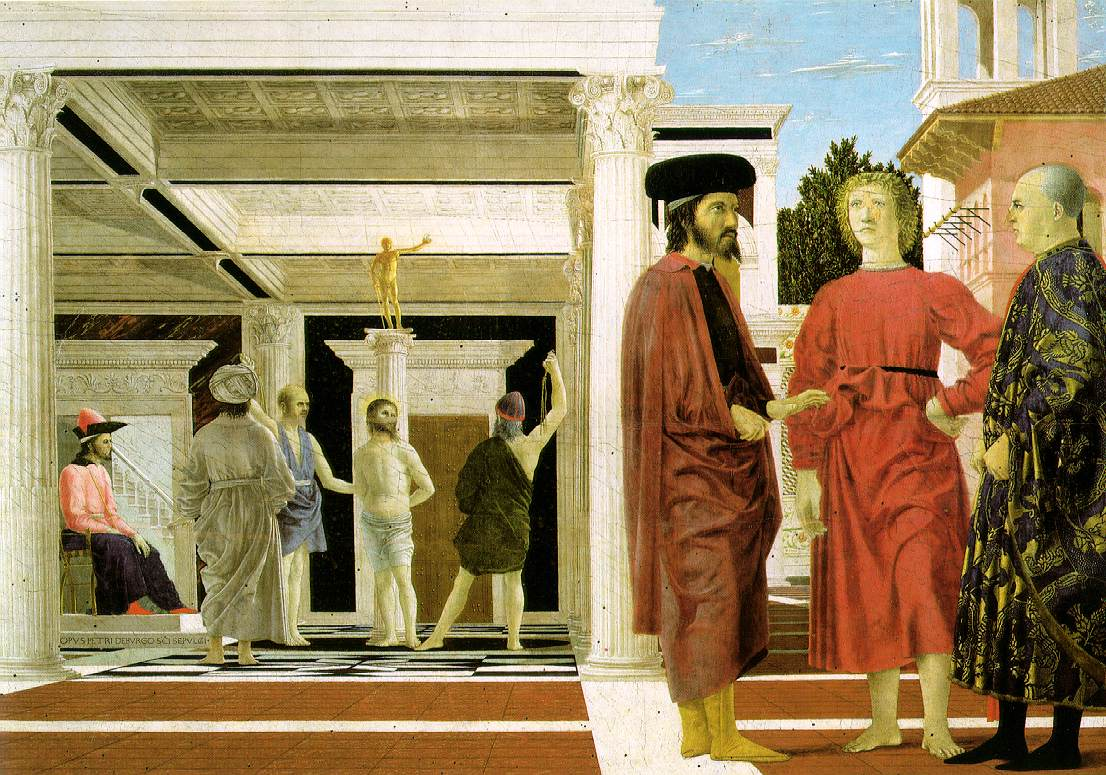
Картина Пьеро делла Франческа «Бичевание Христа», изображающая Иоанна VIII в виде Понтия Пилата (сидящий мужчина слева)
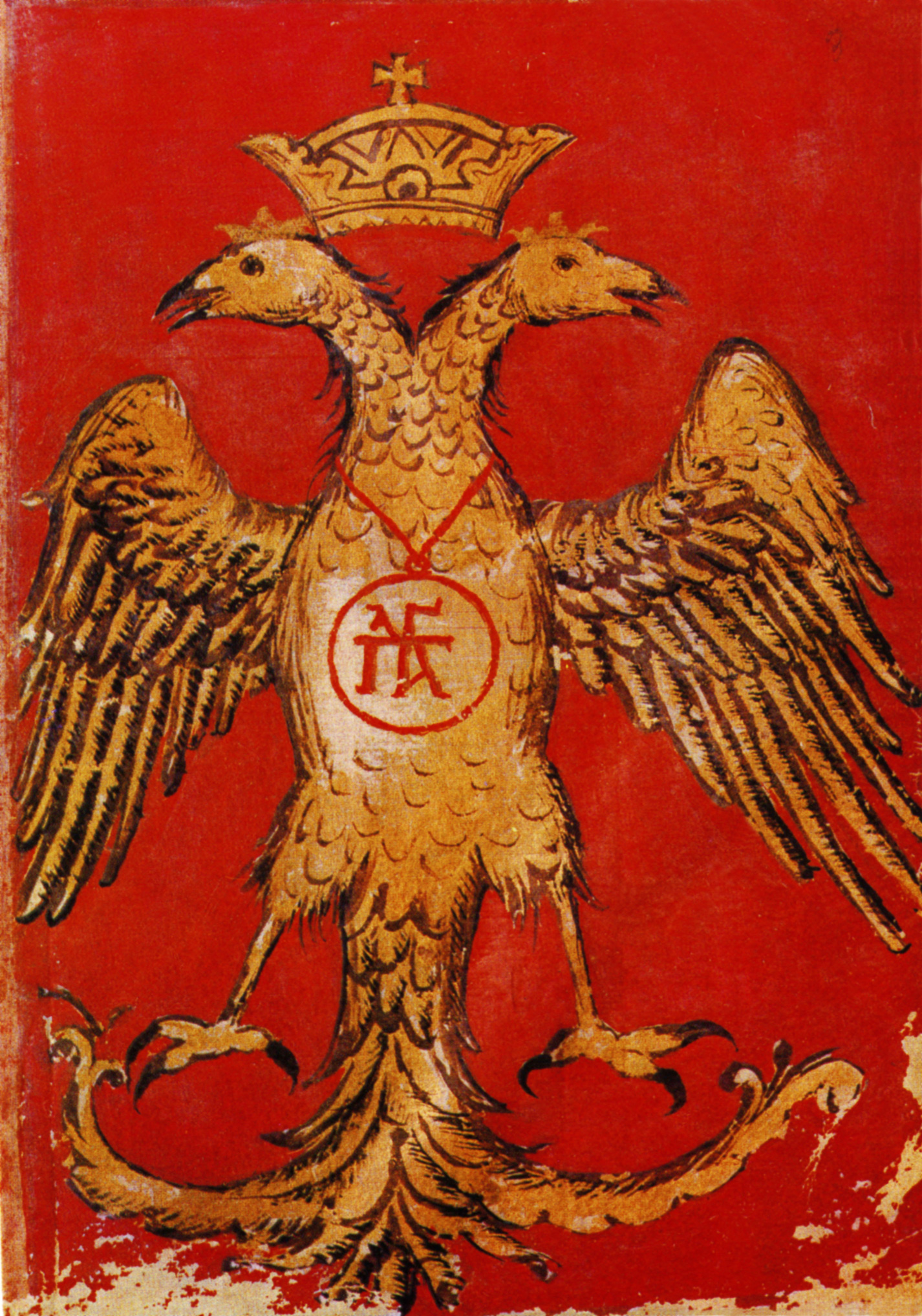
Эмблема императора Иоанна VIII Палеолога: двуглавый орёл с симпилемой (фамильным вензелем) династии Палеологов